# 自梳
自梳，一般是指女性把頭髮像已婚婦一樣自行盤起，以示終生不嫁、獨身終老，自梳後的女人被稱為自梳女，也稱馬姐或姑婆，死後稱淨女，是中國女性文化的一種。

## 歷史
傳統時代禮法苛嚴，不少女性不甘受虐待，矢志不嫁，她們或與女伴相互扶持以終老，約莫在明末清初年間，廣東省順德地區的種桑養蠶行業的發展日益興盛，女性透過從事種桑、養蠶、繅絲漸漸握有養活自己的經濟能力，這在過去的社會從未發生；而又這時期，未婚女子都會梳著一條長辮子掛在背後，留待結婚時由母親或女長輩替其挽成髮髻。
時代動盪下，在這群有能力自食其力的女性當中有的為了能夠掌握其自己的命運，不再成為盲婚啞嫁的被動者，她們遂透過特定的儀式，像已婚婦人般將頭髮自行盤起來，以示終生不嫁、獨身終老。
這種自梳的風俗，亦自順德開始蔓延至珠江三角洲一帶。

## 習俗
按俗例，自梳女不能死在娘家或其他親戚家，死後亦不准由其父母收屍殮葬，要由「姑婆屋」的自梳女姐妹放上門板，鋪上草蓆再草草挖坑埋葬了事；假若村中無自梳女替其殮葬，「死無葬身之地」，屍首會被村民拋進河裡。因此自梳女會把辛苦賺來的血汗錢與其他自梳女姐妹共同買一間房子作姑婆屋，以便互相接應。
由於死後的神主牌奉祀與掃墓，也只有自梳姐妹可幫忙，當姊妹亦過世，即無人聞問。同時古時迷信未婚的處女因為無後代，死後魂魄無依，將淪為孤魂野鬼，為了身後的牌位有人進奉香火，往往有一些自梳女會在被迫的情況下選擇一些儀式上的門面功夫，如買門口、買清守和不落夫家。「買門口」即與男性舉行婚禮，但婚禮後不洞房即返回娘家，並出錢替名義上的丈夫買妾，夫家有婚喪之事，仍要以妻子身份出面幫忙。「買清守」即找一死者出嫁（冥婚），以做死者名義上的妻子，以便日後可以老死夫家。第三種方法保持獨身，就是投資寺廟，死後由廟方（通常為坤道或比丘尼）奉祀靈位。

## 儀式
自梳通常是在姑婆屋舉行。在自梳前夕，須先用柏葉、黃皮葉煮水而成的「香湯」沐浴，接着由已梳起的相好女友傳教梳起後如何在家庭、社會中立身，如何堅持獨身與獨立謀生，與及自梳姐妹間如何互相扶持等等。次天清早，便去到廟堂在觀音菩薩面前以豬牛羊三牲祭品和新衣服，向菩薩起誓，接著自己拆開長辮盤成雲髻，再換上剛祭過菩薩的新衣服，並再向菩薩叩拜、向未來同住姐妹互拜，接受姐妹們為她的道賀。最後就是回家向父母及家人宣告自己已經自梳，並將祭品分給親友，整個儀式就算結束。

## 守貞禁忌
中國傳統社會中流行包辦婚姻，由父母安排的婚事往往未能令其自身得到幸福，但男性可以納妾，且社會對男性外遇較為寬容，女性婚後卻要從一而終，即使與丈夫關係欠佳也不能另覓所愛，而女性傳統上不能繼後香燈，常被視為賠本貨，不少女性淪為買賣婚姻的犧牲品，在社會低下層情況尤其嚴重。遂出現自梳這行為在珠江三角洲風行，女人一旦自梳後，其父母也不能強迫其出嫁，因此大部分父母都強烈反對女兒自梳；同時亦不能反悔，亦要守貞，不容許與男性戀愛或發生性行為，否則會遭毒打，甚至被鄉親以浸豬籠等私刑處死。

## 契相知
自梳女除了一般的結義金蘭，還有一種由兩名自梳女締結的一種類似現在女同性戀的關係，稱為契相知。

## 今日
自辛亥革命的發生和中華民國的建立，自由戀愛逐漸被社會接受，但仍有些民風較為保守的地區包括珠江三角洲一些農村地區仍然盛行包辦婚姻，因此自梳習俗仍然持續。到了1930年代左右，整個中國大陸的絲業崩潰，自梳女無法再以從事絲綢業維生，便紛紛到港當「自梳住家女傭」，即媽姐。今日的香港北角東部的七姊妹，也是沿於自梳女。至中華人民共和國成立後，傳統包辦婚姻制度和習俗徹底破除，自梳這風俗才消失，部分自梳女選擇回到家鄉與親戚共同居住和養老。

## 參看
- 媽姐
- 冰玉堂
- 貝居安修會、貝居安會院

## 相關影視作品
- 《自梳女》
- 《自梳》

## 外部連結
- 不拜观音拜三娘
- 尋找最後的自梳女
- 從「繅絲女」到「順德媽姐」── 一個式微女性行業的社會分析 （页面存档备份，存于）
- 自梳女与她们的三个“家”[永久]
- 试论广州地区的自梳习俗及其在近代的表现
- 金兰契研究 （页面存档备份，存于）
- Self-comb Women（英文）